# Фридкин, Владимир Михайлович
Влади́мир Миха́йлович Фри́дкин (род. 23 ноября 1929, Москва) — советский и российский физик, доктор физико-математических наук, профессор, изобретатель первого советского копировального аппарата, литератор, исследователь судеб зарубежных потомков А. С. Пушкина и его окружения.

## Биография
Родился в Москве в многодетной еврейской семье. Мать — Роза Наумовна Раскина (1898—?), врач, уроженка местечка Семёновка Черниговской губернии; отец — Михаил Аронович Фридкин (1897—1943), участник войны, полковник, директор полиграфической фабрики, уроженец Гомельской губернии.
В 1941—1943 годах во время войны находился с родными в эвакуации в Оренбурге.
Учился в московской школе № 110 в Мерзляковском переулке вместе с Натаном Эйдельманом, Владимиром Левертовым, Юрием Ханютиным, Алексеем Баталовым. В 1947 году окончил школу с медалью и поступил на физфак МГУ, который окончил в декабре 1952 года.
В 1953 году начал работать в Москве во Всесоюзном НИИ полиграфического машиностроения. В том же году изобрёл первый в СССР электрофотографический аппарат (аналог «ксерокса»). В первом образце использовалась поликристаллическая сера, проявление производилось порошком асфальта. Вскоре на заводе сделали аппарат, который назвали ЭФМ-1 (электрофотографическая множительная машина).
В 1953 году в Вильнюсе был создан научно-исследовательский институт для разработки копировальной техники, в котором В. М. Фридкин был назначен заместителем директора.
В 1955 году по приглашению академика А. В. Шубникова был зачислен в аспирантуру в Институт кристаллографии, работал младшим научным сотрудником.
В 1957 году защитил кандидатскую диссертацию. В 1960 году стал доктором физико-математических наук, через три года — профессором.
В Институте кристаллографии работает по настоящее время.

## Научная и литературная деятельность
В 1985 году В. М. Фридкин прочёл доклад в Институте Марии и Пьера Кюри в Париже о «бессеребряной» фотографии. Речь шла о том, что изображение можно получить, применяя полупроводники.
Работал в разных странах, объездил почти весь свет, читал лекции на двух иностранных языках.
Под руководством В. М. Фридкина защитилось более шестидесяти аспирантов, шесть из которых стали профессорами, а один — академиком.
Автор многих рассказов и очерков, опубликованных в журнале «Наука и жизнь».
Широкую известность в конце 1980-х годах получила книга В. М. Фридкина «Пропавший дневник Пушкина», вводившая в научный оборот многие интересные данные, связанные с зарубежной пушкинианой.
В книге «Чемодан Клода Дантеса» описал свои личные встречи с оказавшимися за границей потомками окружавших Пушкина людей.

### Автор книг
- Фридкин, В. М. Физические основы электрофотографического процесса. — М. ; Л.: Энергия, 1966. — 287 с.
- Фридкин, В. М. Сегнетоэлектрики — полупроводники : [монография]. — М.: Наука, 1976. — 408 с.
- Фридкин, В. М. Фотосегнетоэлектрики. — М.: Наука, 1979. — 264 с.
- Вайнштейн Б. К. ; Инденбом В. Л. ; Фридкин В. М. Т. 2 : Структура кристаллов // Современная кристаллография : [в 4-х томах]. — М.: Наука, 1979. — 360 с.
- Фридкин, В. М. Пропавший дневник Пушкина : Рассказы о поисках в зарубежных архивах. — 1-е изд. — М.: Знание, 1987. — 208 с.
- Фридкин, В. М. Пропавший дневник Пушкина : Рассказы о поисках в зарубежных архивах. — 2-е изд., доп. — М.: Знание, 1991. — 256 с. — ISBN 507000672X.
- Фридкин, В. М. Тайна пушкинской рукописи и другие рассказы. — М.: Знание, 1994. — 191 с. — ISBN 5-87633-004-3.
- Фридкин, В. М. Чемодан Клода Дантеса. — М.: Книжный сад, 1997. — 351 с.
- Фридкин, В. М. Гибель А. С. Пушкина : Полтора века спустя : [хроника и рассказы]. — М.: Знание, 1999. — 189 с. — ISBN 5070028456 ; ISBN 9785070028451.
- Фридкин, В. М. Дорога на Чёрную речку. — М.: Вагриус, 1999. — 448 с. — ISBN 5-7027-0932-2.
- Фридкин, В. М. Непридуманные рассказы о любви. — М.: Физматлит, 2003. — 352 с. — ISBN 5-94052-065-0.
- Фридкин, В. М. Из зарубежной пушкинианы. — М.: Захаров И. В., 2006. — 352 с. — ISBN 5-8159-0571-2.
- Фридкин, В. М. Фиалки из Ниццы. — М.: Аграф, 2008. — 352 с. — ISBN 978-5-7784-0371-0.
- Фридкин, В. М. Я — русский еврей. — М.: Книжники, 2020. — 288 с. — ISBN 978-5-9953-0688-7.

## Премии и награды
- Почётный член фотографических обществ Германии и Японии.
- В 1983 году в США В. М. Фридкину вручили медаль Козара, знаменитого оптика.
- В мае 2002 года Международный комитет по фотографической науке (International Committee for Imaging Science) наградил В. М. Фридкина премией Берга за «выдающийся вклад в развитие необычных (бессеребряных) фотографических процессов и международное сотрудничество в этой области».

## Документалистика
- Документальный фильм. ООО «Под знаком „Пи“» по заказу ГТРК «Культура». 2017 г. (3 октября 2018). Кто придумал ксерокс?.  39 мин. ГТРК «Культура». {{cite episode}}: |series= пропущен или пуст (справка)
- Документальный фильм. Русский ум и тайны мироздания.  44:27 мин. Наше кино. {{cite episode}}: |series= пропущен или пуст (справка)